# Liste der schwersten Zwischenfälle der Luftfahrt
Dieser Artikel enthält eine Auflistung der gemessen an der Anzahl der Todesopfer schwersten Flugunfälle, Katastrophen und Terroranschläge in der Geschichte der Luftfahrt.
| Rang | Datum              | Ereignis bzw. Flugnummer                      | Todes- opfer | Beschreibung |
| ---- | ------------------ | --------------------------------------------- | ------------ | --- |
| 1    | 11. September 2001 | Terroranschläge in den USA                    | 2996         | Selbstmordattentäter entführten die Flugzeuge auf den Flügen American-Airlines-Flug 11 sowie United-Airlines-Flug 175 und lenkten die zwei Maschinen des Typs Boeing 767-200 in die Türme des World Trade Centers. Rund 70 Minuten nach dem ersten Anschlag wurde eine ebenfalls entführte Boeing 757-200 der American Airlines (American-Airlines-Flug 77) ins Erdgeschoss des Pentagon gesteuert. Eine weitere Boeing 757 (United-Airlines-Flug 93) stürzte nahe Pittsburgh auf ein Feld. Bei den Anschlägen starben alle 265 Insassen der vier Maschinen sowie vermutlich 2731 Personen am Boden. |
| 2    | 27. März 1977      | Flugzeugkatastrophe von Teneriffa             | 583          | Auf der Startbahn des Flughafens Los Rodeos kollidierte eine ohne Erlaubnis startende Boeing 747-206B der KLM mit einer Boeing 747-121 der Pan American World Airways. Die schwer beschädigte KLM-Maschine stürzte nach der Kollision auf die Startbahn zurück. Beide Maschinen brannten vollständig aus. Es gab 61 überlebende Insassen der PanAm-Maschine. |
| 3    | 12. August 1985    | Japan-Air-Lines-Flug 123                      | 520          | Nach dem Totalausfall aller vier hydraulischen Systeme flog eine nicht mehr steuerbare Boeing 747-100 der Japan Air Lines gegen einen Berghang. Der Unfall wurde durch den Bruch des hinteren Druckschotts infolge eines Montagefehlers verursacht. Durch den Bruch entwich die unter Druck stehende Kabinenluft schlagartig in den Leitwerksbereich, wodurch Teile des Seitenleitwerks abgerissen und die dort verlaufenden Hydraulikleitungen durchtrennt wurden. Der Unfall ist der bislang schwerste Flugunfall mit nur einer einzigen verunglückten Maschine. |
| 4    | 12. November 1996  | Flugzeugkollision von Charkhi Dadri           | 349          | Eine in Neu-Delhi gestartete Boeing 747-100 der Saudi Arabian Airlines und eine Iljuschin Il-76 der Air Kazakhstan kollidierten in der Luft, nachdem die kasachische Maschine ihre zugewiesene Flughöhe verlassen hatte. |
| 5    | 3. März 1974       | Turkish-Airlines-Flug 981                     | 346          | Eine McDonnell Douglas DC-10-10 verlor kurz nach dem Start vom Flughafen Paris-Orly die hintere Frachttür. Der plötzliche Druckabfall bewirkte einen partiellen Einbruch des Kabinenbodens und zerstörte teilweise die dort verlaufenden elektrischen Leitungen sowie die Steuerseile. Infolge der Beschädigungen stürzte die Maschine unkontrolliert in einen Wald. |
| 6    | 23. Juni 1985      | Air-India-Flug 182                            | 329          | Eine in Montreal gestartete Boeing 747-200 stürzte auf dem Flug nach London-Heathrow nach einer Bombenexplosion vor der irischen Küste in den Atlantik. |
| 7    | 19. August 1980    | Saudia-Flug 163                               | 301          | Ein Feuer im Frachtraum einer Lockheed L-1011-200 TriStar griff auf das Passagierdeck über. Nach einer erfolgreichen Notlandung auf dem Flughafen Riad wurde das Flugzeug nicht evakuiert. Alle 301 Insassen starben infolge von Sauerstoffmangel und Rauchvergiftung. |
| 8    | 8. Januar 1996     | Flugzeugkatastrophe von Kinshasa              | vmtl. 299    | Eine überladene Antonow An-32 der Moscow Airways, die von einem Tochterunternehmen der Scibe Airlift eingesetzt wurde, raste nach einem Fehlstart in einen Marktplatz. Mindestens 297 Marktbesucher sowie 2 Besatzungsmitglieder kamen ums Leben. |
| 9    | 17. Juli 2014      | Malaysia-Airlines-Flug 17                     | 298          | Eine Boeing 777-200ER stürzte auf dem Flug von Amsterdam nach Kuala Lumpur über dem Gebiet der Ukraine ab, weil direkt links neben dem Cockpit des Flugzeuges eine Buk M1-Flugabwehrrakete explodierte. Laut der internationalen Untersuchungskommission stammte die Buk-Rakete von der in Kursk stationierten 53. Luftabwehrbrigade der russischen Streitkräfte. |
| 10   | 3. Juli 1988       | Iran-Air-Flug 655                             | 290          | Ein Airbus A300B2-203 wurde auf dem Flug von Teheran nach Dubai nach der Zwischenlandung in Bandar Abbas durch das US-amerikanische Kriegsschiff Vincennes abgeschossen. |
| 11   | 19. Februar 2003   | Flugunfall einer Iljuschin Il-76 im Iran 2003 | 275          | Eine iranische ILl-76MD mit 257 Soldaten der iranischen Revolutionsgarde und 18 Besatzungsmitgliedern an Bord prallte gegen einen Berg und alle Personen kamen dabei ums Leben. Die Maschine war auf dem Flug von Zahedan nach Kerman. |
| 12   | 25. Mai 1979       | American-Airlines-Flug 191                    | 273          | Eine McDonnell Douglas DC-10 stürzte kurz nach dem Start vom Chicago O’Hare International Airport ab, nachdem ein Triebwerk abbrach und dabei auch die Hydraulikleitungen beschädigte. Ursache war ein Wartungsfehler bei einer früheren Demontage des Triebwerks. |
| 13   | 21. Dezember 1988  | Pan-Am-Flug 103 (Lockerbie-Anschlag)          | 270          | Eine Boeing 747-121 wurde auf dem Flug von London-Heathrow zum Kennedy Airport in New York über der schottischen Kleinstadt Lockerbie durch eine Explosion von Plastiksprengstoff zerstört. Zusätzlich zu den 259 Menschen an Bord des Flugzeugs kamen 11 Menschen am Boden ums Leben. |
| 14   | 1. September 1983  | Korean-Air-Lines-Flug 007                     | 269          | Eine Boeing 747-230B wurde auf dem Flug von New York nach Seoul über internationalen Gewässern durch einen sowjetischen Abfangjäger abgeschossen, nachdem sie zuvor durch einen Navigationsfehler den sowjetischen Luftraum über Kamtschatka und Sachalin überflogen hatte. |
| 15   | 12. November 2001  | American-Airlines-Flug 587                    | 265          | Ein Airbus A300-605R stürzte auf dem Flug von New York nach Santo Domingo kurz nach dem Start ab. Der Kopilot reagierte fehlerhaft auf Turbulenzen, was zum Abbrechen des Seitenleitwerks führte. Beim Absturz des Flugzeugs in ein Wohngebiet starben auch fünf Menschen am Boden. |
| 16   | 26. April 1994     | China-Airlines-Flug 140                       | 264          | Beim Landeanflug eines Airbus A300-622R von Taipeh nach Nagoya geriet das Flugzeug aufgrund eines Pilotenfehlers in ein Durchstartmanöver. Es kam zu einem Strömungsabriss und die Maschine stürzte ab. Von den 271 Menschen an Bord überlebten nur sieben. |
| 17   | 11. Juli 1991      | Nigeria-Airways-Flug 2120                     | 261          | Eine Douglas DC-8-61 geriet beim Start vom Flughafen Dschidda infolge des Platzens der beiden vorderen Reifen des linken Hauptfahrwerks in Brand und stürzte wenig später beim Versuch einer Notlandung ab. |
| 18   | 12. Juni 2025      | Air-India-Flug 171                            | 260          | Eine Boeing 787-8 auf dem Weg nach London-Gatwick stürzte beim Start vom Flughafen Ahmedabad ab, nachdem sie nur eine Höhe von 190 Metern erreicht hatte. 229 Passagiere und 12 Crew-Mitglieder kamen ums Leben, ein Passagier überlebte. Der Absturz erfolgte in einem Wohngebiet etwa zwei Kilometer hinter der Landebahn, wo es 19 weitere Todesopfer gab. |
| 19   | 11. April 2018     | Flugzeugabsturz bei Boufarik                  | 257          | Eine Iljuschin Il-76 der algerischen Luftstreitkräfte stürzte kurz nach dem Start in der Nähe von Boufarik ab und brannte aus. Die Absturzursache ist bislang unbekannt. |
| 19   | 28. November 1979  | Air-New-Zealand-Flug 901                      | 257          | Bei einem Rundflug über die Antarktis prallte eine McDonnell Douglas DC-10-30 gegen den Mount Erebus. Ursache des controlled flight into terrain waren durch die Fluggesellschaft vorgegebene fehlerhafte Navigationsdaten und ein durch den Schnee in der Antarktis verursachter Whiteout. |
| 21   | 12. Dezember 1985  | Multinational-Force-and-Observers-Flug 1285R  | 256          | Eine Douglas DC-8-63PF stürzte wegen Strömungsabrisses beim Start durch Vereisung und wegen falscher Gewichtberechnungen auf dem Flug von Kairo nach Fort Campbell beim Start nach einem Zwischenstopp auf dem Gander International Airport ab. Der Charterflug transportierte Soldaten der internationalen Friedenstruppe Multinational Force and Observers. |
| 22   | 8. März 2014       | Malaysia-Airlines-Flug 370                    | 239          | Eine Boeing 777-200ER verschwand auf dem Flug von Kuala Lumpur nach Peking nach einer Kursänderung. Das Wrack des Flugzeugs wurde bislang nicht aufgefunden, lediglich einige Trümmerteile. Die Absturzursache ist ungeklärt und der Vorfall gilt als eines der größten Rätsel der Luftfahrtgeschichte. |
| 23   | 26. September 1997 | Garuda-Indonesia-Flug 152                     | 234          | Aufgrund eines Missverständnisses zwischen den Piloten und der Flugverkehrskontrolle darüber, ob das Flugzeug eine Links- oder eine Rechtskurve einleiten sollte, wurde ein Airbus A300B4-220 beim Landeanflug auf Medan in ein nahegelegenes Waldgebiet geflogen. Alle 234 Menschen an Bord des indonesischen Inlandsfluges kamen ums Leben. |
| 24   | 17. Juli 1996      | Trans-World-Airlines-Flug 800                 | 230          | Eine Boeing 747-100 zerbrach infolge einer Explosion in einem Tank kurz nach dem Start in New York und stürzte in den Atlantik. Der Flug sollte via Paris nach Rom führen. |
| 25   | 2. September 1998  | Swissair-Flug 111                             | 229          | Bei einer McDonnell Douglas MD-11 auf dem Weg von New York nach Genf kam es zu einem Kabelbrand des bordeigenen Unterhaltungssystems in der Cockpitdecke, was zu zunehmenden Ausfällen in der Bordelektronik und wichtiger Fluginstrumente führte. Das Flugzeug stürzte daher aufgrund von Kontrollverlust nahe der kanadischen Küste über dem Atlantik ab. |
| 25   | 6. August 1997     | Korean-Air-Flug 801                           | 229          | Eine Boeing 747-300 wurde beim Landeanflug auf Guam bei schlechter Sicht und wegen mehrerer Pilotenfehler in einen Hügel geflogen (controlled flight into terrain). Von den 254 Menschen an Bord überlebten zunächst 31; in den folgenden 30 Tagen starben jedoch weitere 5, eine Person erlag später ihren Verletzungen. |
| 27   | 1. Juni 2009       | Air-France-Flug 447                           | 228          | Bei einem Airbus A330-203 auf dem Flug von Rio de Janeiro nach Paris kam es über dem Atlantik aufgrund des Ausfalls der Geschwindigkeitsanzeige, auf den die Piloten falsch reagierten, zu einem Strömungsabriss, der zum Absturz des Flugzeugs führte. Das Hauptwrack des Flugzeugs wurde erst knapp zwei Jahre später aufgefunden. |
| 28   | 25. Mai 2002       | China-Airlines-Flug 611                       | 225          | Eine Boeing 747-209B brach aufgrund von Materialermüdung beim Flug von Taiwan nach Hongkong über der Formosastraße auseinander. |
| 29   | 31. Oktober 2015   | Kogalymavia-Flug 9268                         | 224          | Ein Airbus A321-231 stürzte auf dem Flug von Scharm asch-Schaich nach Sankt Petersburg über der Sinai-Halbinsel ab. Die Absturzursache wurde noch nicht offiziell ermittelt, von Russland wird der Unfall als Bombenanschlag der Terrororganisation Islamischer Staat gewertet. |
| 30   | 26. Mai 1991       | Lauda-Air-Flug 004                            | 223          | Eine Boeing 767-300ER zerbrach auf dem Flug von Hongkong mit Zwischenstopp in Bangkok nach Wien über Thailand, nachdem sich die Schubumkehr im Flug selbstständig aktiviert hatte, was zu einem Strömungsabriss führte. |
| 31   | 31. Oktober 1999   | Egypt-Air-Flug 990                            | 217          | Eine Boeing 767-366ER stürzte auf dem Flug von Los Angeles über New York nach Kairo in den Atlantik. Die Unfallursache wurde nicht abschließend geklärt, vermutet wurde seitens des NTSB ein Pilotensuizid. Die ägyptische Luftfahrtbehörde behauptete einen Kontrollverlust infolge eines Höhenruderdefekts, was laut der US-amerikanischen Untersuchung nicht plausibel erscheint. |
| 32   | 1. Januar 1978     | Air-India-Flug 855                            | 213          | Ein Instrumentenfehler einer Boeing 747-200 führte zu räumlicher Desorientierung der Piloten, sodass die Maschine auf dem Flug von Bombay nach Dubai kurz nach dem Start in den Indischen Ozean stürzte. |
| 33   | 16. Februar 1998   | China-Airlines-Flug 676                       | 203          | Ein Airbus A300-622R stürzte beim Durchstarten auf dem Flughafen Taipeh unweit der Landebahn in mehrere angrenzende Häuser, Unfallursache war Kontrollverlust durch Strömungsabriss. Neben den 196 Menschen an Bord des Flugzeugs forderte der Unfall sieben Todesopfer am Boden. |
| 34   | 19. Juli 1985      | Aeroflot-Flug 5143                            | 200          | Eine Tupolew Tu-154 von Qarshi nach Leningrad stürzte infolge eines Strömungsabrisses bei Uchquduq im heutigen Usbekistan ab. Beide Piloten hatten rund 24 Stunden keine Ruhezeit gehabt. |
| 35   | 17. Juli 2007      | TAM-Linhas-Aéreas-Flug 3054                   | 199          | Das Flugzeug vom Typ Airbus A320 konnte nach dem Aufsetzen auf einer Piste des Flughafens São Paulo-Congonhas aufgrund verschiedener Mängel nicht genügend Bremswirkung erzielen, raste mit immer noch hoher Geschwindigkeit in ein Gebäude und brannte aus. Keiner der Flugzeuginsassen überlebte, zudem wurden Menschen am Boden getötet. |
| 36   | 12. April 1974     | Martinair-Flug 138                            | 191          | Aufgrund fehlerhafter Positionsbestimmung flog das Flugzeug vom Typ DC-8 in Sri Lanka gegen einen Berg. |
| 37   | 29. Oktober 2018   | Lion-Air-Flug 610                             | 189          | Die Flugzeuge vom Typ Boeing 737 Max 8 besaßen zum Unfallzeitpunkt ein automatisiertes System (Maneuvering Characteristics Augmentation System), welches den Piloten helfen sollte, zu hohe Anstellwinkel zu vermeiden – die Piloten dieses Inlandfluges in Indonesien wussten aber möglicherweise weder vom Vorhandensein dieses Systems, noch kannten sie dessen Funktionsweise. Eine Deaktivierung des Systems war ihnen somit kaum möglich, selbst wenn sie die für sie unverständlichen Reaktionen des Flugzeugs verstanden hätten. Bis zum Absturz hatten sie in elf Minuten 26 Mal das Flugzeug aus einem Sinkflug abfangen müssen. Der Unfall führte mit zu einem Flugverbot für alle Flugzeuge dieses Typs. |
| 37   | 6. Februar 1996    | Alas-Nacionales-Flug 301                      | 189          | Schon vor der Entscheidungsgeschwindigkeit beim Start erkannten die Piloten der Boeing 757, dass eine Geschwindigkeitsanzeige nicht korrekt arbeitete. Nach dem Abheben zum Nachtflug herrschte im Cockpit Unklarheit über die Geschwindigkeit – der Computer gab an, zu schnell zu fliegen, gefolgt von der Warnung des „Stick Shaker“ vor der, im Gegenteil, zu niedrigen Fluggeschwindigkeit. |
| 39   | 3. August 1975     | Flugunfall bei Agadir                         | 188          | Das Flugzeug vom Typ Boeing 707 streifte frühmorgens und bei Nebel beim Landeanflug auf Agadir in Marokko einen Berg und wurde dadurch derart beschädigt, dass es kurze Zeit später abstürzte. |
| 40   | 9. Mai 1987        | LOT-Flug 5055                                 | 183          | Nach dem Ausfall beider linksseitiger Triebwerke der Iljuschin Il-62 kurz nach dem Start wurde eine Notlandung auf dem Startflughafen Warschau eingeleitet. Im Landeanflug konnten die Flughöhe jedoch nicht gehalten und das Kerosin nur teilweise abgelassen werden, die Passagierkabine fing Feuer. Sechs Kilometer vor der Landeschwelle stürzte das Flugzeug in einen Wald, brach auseinander und brannte aus. Als Ursache wurden fehlende Rollen im Rollenlager der Hochdruckwelle des zweiten Triebwerks festgestellt; ein zerbrochenes Teil einer Turbinenscheibe traf und beschädigte Triebwerk 1. |
| 40   | 15. November 1978  | Loftleiðir-Flug 001                           | 183          | Beim nächtlichen Anflug des Flugzeuges vom Typ DC-8 auf den Flughafen Colombo auf Sri Lanka fehlten die Ansagen zu Höhe und Sinkrate für den Kommandanten durch den Copiloten und die Entscheidungshöhe wurde ohne Blickkontakt zur Landebahn unterschritten. Das Flugzeug ging rund 1.800 Meter vor der Piste zu Boden, was nur ein Teil der 262 Personen an Bord überlebte. Ein strittiger Faktor war der technische Zustand des Instrumentenlandesystems des Flughafens. |
| 42   | 27. November 1983  | Avianca-Flug 011                              | 181          | Beim Anflug auf Madrid hielt die Besatzung einer Boeing 747 weder das korrekte Anflugverfahren noch die vorgeschriebenen Mindestflughöhen ein. Auf einen Alarm des Ground Proximity Warning System in der letzten Phase des Fluges wurde nicht korrekt reagiert. Die Bodenkontrolle hatte in ihrer Kommunikation keine allenfalls hilfreichen Positionsangaben eingeschlossen. |
| 43   | 1. Dezember 1981   | Inex-Adria-Aviopromet-Flug 1308               | 180          | Bei diesem Flug einer McDonnell Douglas DC-9-82 von Jugoslawien auf die französische Insel Korsika erwartete der Fluglotse von den Piloten nach der Landefreigabe einen Anflug direkt vom Drehfunkfeuer zum Flughafen Ajaccio. Die Piloten flogen jedoch wie im Funk kurz erwähnt eine Warteschleife, taten dies aber nicht wie vom Reglement vorgeschrieben, sondern begannen dabei zu sinken, wie es ihnen der Lotse für den Landeanflug, also nur vermeintlich, erlaubt hatte. Nach einem zu wenig entschlossenen Abbruch des Sinkflugs aufgrund einer Bodenannäherungswarnung des Flugzeugs schlug während des Fluges in den Wolken der linke Flügel in einen Berggipfel und wurde teils abgeschert, worauf das Flugzeug, acht Sekunden später, hinter dem Berg aufschlug. |
| 44   | 29. Dezember 2024  | Jeju-Air-Flug 2216                            | 179          | Eine Boeing 737 der südkoreanischen Jeju Air schoss auf dem Flug von Bangkok nach Muan in Südkorea beim Landeanflug über das Landebahnende hinaus, nachdem das Fahrwerk nicht ausgefahren war. Das Flugzeug prallte gegen eine Böschung oder Mauer und explodierte. 179 der 181 Insassen starben. Ersten Hinweisen zufolge könnte der Unfall Folge eines Vogelschlags gewesen sein. |
| 45   | 11. Oktober 1984   | Aeroflot-Flug 3352                            | 178          | Eine Tupolew Tu-154 kollidierte bei der Landung auf dem Flughafen Omsk mit drei Arbeitsfahrzeugen auf der Landebahn. 174 Insassen und Arbeiter starben, nur ein Passagier und vier Menschen im Cockpit überlebten. Ursache war ein eingeschlafener Fluglotse, der den Anfluglotsen nicht über die Fahrzeuge informiert hatte. Wegen des diesigen Wetters konnten die Piloten diese nicht sehen. |
| 45   | 11. August 1979    | Flugzeugkollision von Dniprodserschynsk       | 178          | Zwei Tupolew-Tu-134-Maschinen kollidierten in einer Höhe von 8400 m in den Wolken über Dniprodserschynsk (heute Kamjanske, Ukraine). Der Fluglotse hatte einen Funkspruch eines dritten Flugzeugs fälschlicherweise als Bestätigung der Flughöhenanpassung einer der Unfallmaschinen interpretiert. Alle Insassen starben, darunter die Fußballmannschaft des sowjetischen Erstligisten Paxtakor Taschkent. |
| 47   | 8. Januar 2020     | Ukraine-International-Airlines-Flug 752       | 176          | Eine Boeing 737-800 auf dem Weg von Teheran nach Kiew wurde kurz nach dem Start von zwei iranischen Luftabwehrraketen getroffen. Die Revolutionsgarde räumte drei Tage später ein, die Maschine versehentlich abgeschossen zu haben, nachdem sie dies zuvor bestritten hatten. Man habe das Flugzeug irrtümlich für einen Marschflugkörper gehalten; der zuständige Offizier habe wegen einer Störung im Kommunikationssystem die Befehlszentrale nicht erreichen können und sich dann für den Abschuss entschieden. Nach Angaben von Experten habe die iranische Flugabwehr in Befürchtung eines amerikanischen Gegenschlags nach Raketenangriffen auf die US-Stützpunkte in Al Asad und Erbil im Irak (ihrerseits eine Vergeltung für die Tötung des iranischen Offiziers Qasem Soleimani durch die USA fünf Tage zuvor) in höchster Alarmstufe gestanden. |
| 47   | 7. Juni 1989       | Surinam-Airways-Flug 764                      | 176          | Der Kommandant des Flugzeuges wollte bei nur zeitweiser Sicht der Landebahn anstelle eines ausreichend sicheren Anfluges mittels VOR/DME die Anflughilfen des ILS nutzen. Er befand sich beim frühmorgendlichen Anflug auf Paramaribo in Suriname zwar auf der Pistenachse, die Höhe entsprach aber keinem der Anflugverfahren. Das Flugzeug prallte drei Kilometer vor der Piste in Bäume und drehte sich auf den Rücken, nur wenige der Flugzeuginsassen überlebten schwer verletzt. |
| 47   | 10. September 1976 | Flugzeugkollision von Zagreb                  | 176          | Trotz guter Sicht bei Tage kollidierten eine britische Trident und eine jugoslawische DC-9 in rund 10 Kilometern Höhe über Zagreb. Die DC-9 hatte kurz zuvor ihren Steigflug auf Geheiß des Fluglotsen abgebrochen und hielt deswegen exakt jene Höhe bei, auf welcher sich die Trident von links näherte. Die Besatzung der Trident wiederum hatte nicht einmal eine Ahnung von einer Annäherung, weil der Fluglotse die letzte Anweisung in der Landessprache statt in Englisch gegeben hatte. |
| 47   | 22. Januar 1973    | Flugunfall bei Kano 1973                      | 176          | Eine Boeing 707 der Alia Royal Jordanian Airlines wurde beim Landeanflug auf den Flughafen Kano (Nigeria) mutmaßlich von einer Wirbelschleppe erfasst und setzte mit dem Bugfahrwerk zuerst hart auf. Die Maschine drehte sich anschließend um 180 Grad, kam von der Landebahn ab, schlitterte in einen Graben und geriet in Brand; lediglich das Heck blieb erhalten. Da die Evakuierung sehr spät eingeleitet wurde, konnten sich von den 202 Menschen an Bord nur 26 retten. Die meisten der Opfer waren Pilger. |
| 51   | 13. Oktober 1972   | Aeroflot-Flug 217                             | 174          | Die Maschine vom Typ Iljuschin Il-62 wurde 11 Kilometer vor der Landung auf dem Zielflughafen Moskau-Scheremetjewo in den Boden geflogen (CFIT), wobei alle 174 Insassen starben. Die exakte Unfallursache konnte nie ermittelt werden. |
| 52   | 22. August 2006    | Pulkovo-Airlines-Flug 612                     | 170          | Eine Tupolew Tu-154 verunglückte etwa 50 Kilometer nördlich der Stadt Donezk, nahe der Ortschaft Sucha Balka in der Ukraine. Das Flugzeug geriet im ukrainischen Luftraum in der Randzone einer Gewitterzelle in schwere Turbulenzen. Dies führte im weiteren Verlauf zu einem Flammabriss (Flameout) in den Triebwerken und zu einem Strömungsabriss an den Tragflächen. Das Flugzeug ging anschließend in ein Flachtrudeln über. Den Piloten gelang es nicht, die Maschine abzufangen. Sie schlug auf dem Boden auf und explodierte. Bei dem Unfall kamen alle 170 Insassen ums Leben. |
| 52   | 19. September 1989 | UTA-Flug 772                                  | 170          | Eine McDonnell Douglas DC-10-30 verunglückte aufgrund eines Bombenanschlags im Niger. In Brazzaville war eine Bombe mit Zeitzünder im Gepäck des Flugzeugs deponiert worden, die 46 Minuten nach dem Start von einem Zwischenstopp in der tschadischen Hauptstadt N’Djamena im Laderaum 13R detonierte, der sich im unteren vorderen Rumpfbereich befindet. Das Flugzeug stürzte über der Ténéré-Wüste ab, nahe der Oase Bilma und dem Termit-Massiv. |
| 54   | 30. Januar 2000    | Kenya-Airways-Flug 431                        | 169          | Ein Airbus A310-304 stürzte kurz nach dem Start vom Flughafen Abidjan (Elfenbeinküste) zwei Kilometer vor der Küste in den Atlantik. Wenige Sekunden nach dem Start ertönte eine später als Fehlalarm identifizierte Warnung wegen eines Strömungsabrisses. Der Kopilot leitete einen Sinkflug ein, der laut Vorgaben bis zum automatischen Ende der Warnung beibehalten werden sollte. Die Piloten bemerkten aufgrund des nächtlichen Abflugs die Annäherung an den Boden nicht. Es fehlte jegliche visuelle Referenz zur Wasseroberfläche und es erfolgte keine akustische Warnung durch das Ground Proximity Warning System, da der Bordcomputer dieser eine geringere Priorität als der Strömungsabrisswarnung einräumte Als der Kapitän eine Sekunde vor dem Aufschlag die Bodenannäherung erkannte, war der Aufprall nicht mehr zu verhindern. |
| 55   | 15. Juli 2009      | Caspian-Airlines-Flug 7908                    | 168          | In einer vollbesetzten Tupolew Tu-154M kam es kurz nach dem Start zu einer Feuerwarnung für das linke Triebwerk. Die Maschine sank innerhalb von 55 Sekunden von ca. 8.800 Meter auf circa 4.500 Meter, was einem Sturzflug gleichkommt. Augenzeugenberichten zufolge kreiste die Maschine vor dem Absturz. Beim Aufprall in einem Feld, 16 Minuten nach dem Start, explodierte die Tu-154. An der Absturzstelle entstand ein Krater mit einer Tiefe von 10 Metern; die Trümmerteile verteilten sich in einem Radius von bis zu 200 Metern. Alle Insassen, 156 Passagiere und 12 Crewmitglieder, kamen ums Leben. |
| 56   | 28. September 1992 | Pakistan-International-Airlines-Flug 268      | 167          | Ein Airbus A300B4-203 verunglückte kurz vor der Landung auf dem Flughafen Kathmandu, wobei alle 167 Menschen an Bord ums Leben kamen. Wenige Sekunden nachdem sich die Piloten in einer Entfernung von 10 NM zum DME meldeten, ließen sie die Maschine unter 8200 Fuß sinken, was die vorgesehene Flughöhe für eine Entfernung von 8 NM zum DME war. Kurz darauf zerschellte die Maschine an einer Flanke des 8250 Fuß (2524 m) hohen Berges Bhattedanda. Die Maschine flog mit mehr als 250 mph (über 400 km/h) in die Bergflanke und explodierte. Alle Passagiere wurden beim Aufprall getötet. Das Heckleitwerk riss beim Aufprall ab und wurde in ein Waldstück am Fuß des Berges geschleudert. Es handelt sich um den schwersten Flugunfall in Nepal sowie um den schwersten der Pakistan International Airlines. |
| 56   | 31. März 1986      | Mexicana-Flug 940                             | 167          | Nach dem Start einer Boeing 727 in Mexiko-Stadt platzte ein Reifen, der mit Luft anstatt mit Stickstoff gefüllt war und beschädigte Hydraulik- und Kraftstoffleitungen, was zu einem Feuer führte. Der beim Flug geplatzte Reifen hatte sich ursprünglich am Boden durch eine Fehlfunktion der Fahrwerksbremsen aufgeheizt. |
| 58   | 8. Juli 1980       | Aeroflot-Flug 4225                            | 166          | Eine Tupolew Tu-154 stürzte kurz nach dem Start ab. Sie startete vom Flughafen Alma-Ata mit dem Ziel Flughafen Rostow am Don und gewann innerhalb von zwei Minuten eine Höhe zwischen 120 und 150 m. Dann wurde sie jedoch plötzlich langsamer, wurde nach unten gedrückt und es kam schließlich zu einem Strömungsabriss. Das Flugzeug sank mit der Flugzeugnase nach unten und schlug auf einem Weizenfeld nahe einem Vorort von Alma-Ata auf. Die Tu-154 zerbrach beim Aufprall, fing Feuer, schlitterte über ein Feld und stürzte schließlich in eine Schlucht. Alle 166 Insassen verloren dabei ihr Leben. |
| 59   | 28. Dezember 2014  | Indonesia-AirAsia-Flug 8501                   | 162          | Ein Airbus A320 stürzte in der Karimata-Straße ins Meer, wobei alle 162 Insassen ums Leben kamen. Das Flugzeug hob vom Surabaya-Juanda Airport ab und flog in einer Linkskurve über die Javasee. Das Flugzeug erreichte die geplante Flughöhe von 32.000 Fuß und änderte den Kurs. Sechs Minuten später bestand der letzte Radarkontakt mit der Maschine. 2 Tage später wurden in der Karimata-Straße des Kumai Gulfs, unweit der Pangkalan Bun mehrere Trümmer, Koffer, eine Notrutsche und zahlreiche leblose Körper entdeckt. Kurz darauf bestätigte die indonesische Regierung, dass es sich dabei um verunglückte Passagiere und Teile des vermissten A320 handelt. |
| 59   | 30. Juli 1971      | All-Nippon-Airways-Flug 58                    | 162          | Eine Boeing 727-281 befand sich auf ihrer Reiseflughöhe von 28.000 Fuß mit Ziel Tokio. Währenddessen befanden sich zwei F-86 Sabre der Luftselbstverteidigungsstreitkräfte, die auf der Luftwaffenbasis Matsushima stationiert waren, mit einem Ausbilder und seinem Schüler auf einem Trainingsflug. Als sich die F-86 der Boeing 727 näherten, befahl der Ausbilder, nach links auszuweichen. Die F-86 des Schülers kollidierte jedoch mit dem linken Höhenruder der Boeing, die sofort in den Sturzflug überging, während die F-86 ihre rechte Tragfläche verlor. Die 727 brach noch in der Luft auseinander, und die Trümmer des Flugzeugs stürzten bei Shizukuishi zu Boden. Alle 162 Insassen starben. |
| 61   | 16. August 2005    | West-Caribbean-Airways-Flug 708               | 160          | Eine McDonnell Douglas DC-9-82 stürzte über Venezuela bei Machiques ab. Die späteren Ermittlungen ergaben, dass vermutlich die eingeschaltete Enteisungsanlage des Flugzeuges während der benutzten Flughöhe von 33.000 ft eine Reduzierung der Schubkraft der Triebwerke verursacht hatte. So geriet das Flugzeug in einen Strömungsabriss, auf den die Piloten falsch reagierten und in einen Sinkflug übergingen. Während die Höhenwarnung und die akustische Strömungsabrisswarnung zu hören waren, erreichte die Geschwindigkeit in einer Höhe von 25.000 ft (7620 m) ein Minimum von 150 Knoten (280 km/h). Kurz darauf meldeten die Piloten ein Sinken unter 14.000 ft (4280 m) und dass ihr Flugzeug außer Kontrolle sei. Es sank mit einer Rate von 7000 ft (2130 m) pro Minute und schlug auf. Keiner der 160 Insassen überlebte. |
| 61   | 6. Juni 1994       | China-Northwest-Airlines-Flug 2303            | 160          | Eine Tupolew Tu-154 stürzte kurz nach dem Start vom Flughafen Xi’an-Xianyang ab. Ursache war ein Fehler bei der Wartung am Abend zuvor. Es wurde versehentlich die Querneigungskontrollfunktion des Autopiloten mit der Seitenrudersteuerung und die Gierneigungskontrollfunktion des Autopiloten mit der Querrudersteuerung verbunden. Dies führte zu derart starken Vibrationen, dass das Flugzeug in der Luft zerbrach. Alle 160 Insassen starben. |
| 63   | 3. Juni 2012       | Dana-Air-Flug 992                             | 159          | Eine McDonnell Douglas DC-9-83/MD-83 stürzte auf einen dicht besiedelten Stadtteil von Lagos. Die Maschine hatte nach dem Start schwerwiegende Triebwerksprobleme. Trotzdem kehrten die Piloten weder zum Abflughafen Abuja zurück noch führten sie eine Notlandung auf einem der am Weg liegenden Flughäfen Akure, Ilorin oder Ibadan durch. Schließlich reagierten beide Triebwerke nicht mehr auf Schubhebeleingaben und das Flugzeug stürzte ab. Bei dem Unfall kamen alle 153 Insassen, sowie zusätzlich sechs Personen am Boden ums Leben. |
| 63   | 20. Dezember 1995  | American-Airlines-Flug 965                    | 159          | Eine Boeing 757-223 kollidierte im Landeanflug etwa 50 Kilometer vor dem Zielflughafen Bogota mit einem Berg. Aufgrund des guten Wetters hatten die Fluglotsen die Piloten gefragt, ob sie auf einer direkter zu erreichenden Landebahn einfliegen würden. Da der Flug erhebliche Verspätung hatte, entschieden sich die Piloten für diese zeitsparende Alternative. Nach Verkettung von Missverständnissen programmierten die Piloten den Autopiloten irrtümlich mit falschen Wegpunkten. Der Computer leitete daher eine Kurve in Richtung Osten für einen Kurs in Richtung Bogotá ein. Als der Fehler entdeckt wurde, befand sich das Flugzeug in einem parallel zur eigentlich gewollten Route verlaufenden Tal. Als die Piloten einen Kurs zurück zum Flughafen programmierten, kam das Flugzeug auf einen Kollisionskurs mit einem 3000 Meter hohen Berg zwischen dem Flugzeug und dem Flughafen. Vor dem Aufprall warnte das Ground Proximity Warning System die Piloten, welche daraufhin versuchten, einen Steigflug einzuleiten. Aufgrund der noch vom Sinkflug her aktivierten Luftbremse konnte allerdings nicht genug Höhe gewonnen werden, um über den Berg hinwegzufliegen und die Maschine kollidierte. 159 der 163 Menschen an Bord kamen bei dem Unfall ums Leben. |
| 63   | 26. September 1992 | C-130-Absturz in Nigeria 1992                 | 159          | Eine Lockheed C-130H Hercules der nigerianischen Luftwaffe stürzte kurz nach dem Start vom Flughafen Lagos ab. Unmittelbar nach dem Abheben fiel das Triebwerk 2 aus, kurz darauf ein weiteres. Die Piloten wollten im Ejigbo-Kanal notwassern, es kam jedoch zu einem dritten Triebwerksausfall. Sie verloren die Kontrolle über das Flugzeug, es stürzte 7 Kilometer südsüdwestlich des Startflughafens senkrecht zu Boden und schlug in einem Sumpf mit Mangrovenbäumen auf. Amtlichen Angaben zufolge kamen 159 Menschen an Bord ums Leben. Da keine Ladepapiere erstellt wurden, ist es jedoch wahrscheinlich, dass sich mehr Personen an Bord befanden. So ist in einigen Berichten die Rede von 163, in anderen von 174 oder sogar 200 Personen an Bord, darunter auch einige nicht identifizierte Zivilisten und Militärangehörige, die „per Anhalter“ mitgeflogen seien. |
| 63   | 28. November 1987  | South-African-Airways-Flug 295                | 159          | Eine Boeing 747 stürzte infolge eines Brandes, der im Frachtbereich des Hauptdecks ausgebrochen war, rund 248 Kilometer nordöstlich der Insel Mauritius in den Indischen Ozean. Bei dem Unfall kamen alle 159 Insassen ums Leben. |
| 67   | 22. Mai 2010       | Air-India-Express-Flug 812                    | 158          | Eine Boeing 737-800 kam nach dem Aufsetzen auf der Landebahn 24 des Flughafens Mangalore nicht zum Stillstand, durchbrach einen Zaun sowie eine Schutzwand und rutschte einen Abhang hinunter. Dabei drehte sie sich und kam in einem Waldgebiet außerhalb des Flughafens zum Liegen, wobei es in zwei Teile zerbrach und Feuer fing. Bei dem Flugunfall wurden 158 Personen getötet, 8 Personen überlebten den Unfall. |
| 68   | 10. März 2019      | Ethiopian-Airlines-Flug 302                   | 157          | Die Flugzeuge vom Typ Boeing 737 Max 8 besaßen zum Unfallzeitpunkt ein automatisiertes System (Maneuvering Characteristics Augmentation System), welches den Piloten helfen sollte, zu hohe Anstellwinkel zu vermeiden – die Piloten dieses Fluges wussten aber möglicherweise weder vom Vorhandensein dieses Systems, noch kannten sie dessen Funktionsweise. Eine Deaktivierung des Systems war ihnen somit kaum möglich, selbst wenn sie die für sie unverständlichen Reaktionen des Flugzeugs verstanden hätten. Bis zum Absturz hatten sie mehrmals das Flugzeug aus einem Sinkflug abfangen müssen. Der zweite Unfall dieser Art führte zu einem Flugverbot für alle Flugzeuge dieses Typs. |
| 68   | 22. Dezember 1992  | Libyan-Arab-Airlines-Flug 1103                | 157          | Bei dem Unfall handelte es sich um eine schwere Flugzeugkollision zwischen einer sich im Landeanflug befindlichen Boeing 727-2L5 und einer kurz zuvor gestarteten Mikojan-Gurewitsch MiG-23 der Libyschen Luftwaffe, 13 Kilometer östlich des Flughafens Tripolis in Libyen. Bei dem Unfall kamen alle 157 Personen an Bord der Boeing ums Leben, die beiden Besatzungsmitglieder des Kampfflugzeugs überlebten. |
| 70   | 16. August 1987    | Northwest-Airlines-Flug 255                   | 156          | Eine McDonnell Douglas DC-9-82 verunglückte kurz nach dem Start in Detroit aufgrund eines Strömungsabrisses beim Start wegen nicht aktivierter Auftriebshilfen, weshalb die Maschine nicht schnell an Höhe gewann und nach links drehte. Dabei riss die Spitze der linken Tragfläche an einem Laternenmast etwa 800 Meter hinter dem Ende der Startbahn ab, woraufhin Kerosin aus dem Treibstofftank austrat und in Brand geriet. Das Flugzeug drehte sich weiter nach links, traf weitere Laternenmasten sowie das Gebäude eines Autovermieters und schlug dann auf der Middlebelt Road auf. Auf dem Dach liegend rutschte die Maschine die Straße entlang, bis sie an den Überführungen einer Eisenbahnstrecke und der Interstate 94 zerschellte, wobei 154 Menschen an Bord und zwei am Boden ums Leben kamen. Als einzige überlebte schwer verletzt eine vierjährige Passagierin. |
| 70   | 26. November 1979  | Pakistan-International-Airlines-Flug 740      | 156          | Eine Boeing 707-340C verunglückte etwa eine halbe Stunde nach dem Start, nachdem ein Flugbegleiter die Besatzung informiert hatte, dass ein Feuer im Bereich der hinteren Passagiertür ausgebrochen sei. Die Besatzung informierte die Flugsicherung über die Situation an Bord und leitete aus ihrer erreichten Flughöhe einen Notsinkflug ein. Kurz darauf kehrte sie nach Dschidda zurück, weil der Rauch mittlerweile bis ins Cockpit zog. Kurz darauf hörte der Fluglotse die Piloten „Mayday! Mayday!“ rufen, dann brach der Funkkontakt ab. Etwa eine Minute später stürzte die Maschine in einer felsigen Bergregion ab und ging beim Aufprall in Flammen auf. Alle 156 Menschen an Bord kamen ums Leben. |
| 70   | 14. August 1972    | Interflug-Flug 450/742                        | 156          | Eine Iljuschin Il-62 verlor nach dem Start am Flughafen Berlin-Schönefeld durch einen Brand im Heck (verursacht durch einen Konstruktionsfehler) das Leitwerk, was zum vollständigen Verlust der Stabilität und der Steuerbarkeit des Flugzeuges führte. Die Maschine kippte kopfüber ab und wurde dadurch starken aerodynamischen Belastungen ausgesetzt, in deren Folge sich auch ein Teil des vorderen Rumpfes und Teile der Tragflächen noch in der Luft lösten. Die Trümmerteile schlugen 400 bis 600 Meter östlich des Stadtrands von Königs Wusterhausen auf, keiner der 156 Passagiere überlebte. |
| 73   | 3. Dezember 1972   | Spantax-Flug 275                              | 155          | Das Flugzeug des Typs Convair 990 Coronado stürzte kurz nach dem Start auf dem Flughafen Teneriffa-Los Rodeos offenbar in Folge eines Steuerungsfehlers der Piloten ab. Auf einer Höhe von 300 Fuß (ca. 90 Meter) begann das Flugzeug eine Richtungsänderung und stürzte kurz darauf unkontrolliert zu Boden, wo es etwa 325 Meter hinter der Startbahn aufschlug. Zum Zeitpunkt des Unfalls herrschte im Bereich des Flughafens dichter Nebel; die Sicht betrug nahezu Null. Alle 155 Insassen kamen dabei ums Leben. |
| 73   | 16. März 1969      | VIASA-Flug 742                                | 155          | Die Berechnungen für den Start dieser DC-9 vom Flughafen Maracaibo in Venezuela erfolgten aufgrund falscher Informationen. Das Flugzeug flog beim Pistenende viel tiefer als üblich und kollidierte mit Masten der Stadt. Neben allen Flugzeuginsassen starben zusätzliche 71 Menschen am Boden. |
| 73   | 12. Mai 1968       | Abschuss einer C-130 in Kham Duc              | 155          | Eine schwer beladene C-130B der US Air Force startete von der Erdpiste, schwankte abrupt, geriet außer Kontrolle und stürzte etwa 1600 Meter hinter der Startbahn ab. Ob dies aufgrund der Überladung oder durch gegnerischen Beschuss geschah, ist unbekannt. Alle 155 Insassen, 6 Besatzungsmitglieder und 149 Passagiere, wurden getötet. |
| 76   | 20. August 2008    | Spanair-Flug 5022                             | 154          | Das Flugzeug begann den Startlauf, rotierte und hob ab ohne das Setzen der Auftriebshilfen, wie es für diese Flugphase vorgeschrieben ist. |
| 76   | 29. September 2006 | Gol-Transportes-Aéreos-Flug 1907              | 154          | Durch verschiedene Fehler sowohl am Boden durch die Flugverkehrsleitung als auch durch die Piloten eines Geschäftsreiseflugzeugs war dieses von Brasilia nach Manaus auf einer Flughöhe unterwegs, welche für den Verkehr in die Gegenrichtung reserviert war. Die ortsfremden Piloten dieser Embraer Legacy 600 touchierten ein entgegenkommendes Passagierflugzeug vom Typ Boeing 737-800EH, das erheblich beschädigt wurde und abstürzte. |
| 76   | 19. September 1976 | Turkish-Airlines-Flug 452                     | 154          | Eine Boeing 727-200 flog ca. 95 Kilometer vom Zielflughafen Antalya entfernt nahe Isparta gegen den Berg Koçtepe. Der Unfall ereignete sich infolge eines Pilotenfehlers beim Landeanflug. Er ist bis heute (Stand 2020) der schwerste Flugunfall auf türkischem Boden. |
| 79   | 9. Juli 1982       | Pan-Am-Flug 759                               | 153          | Eine Boeing 727 stürzte kurz nach dem Start vom New Orleans International Airport ab. Durch den Aufschlag und die Explosion wurden das Flugzeug sowie mehrere Häuser zerstört oder schwer beschädigt. Alle 145 Insassen sowie 8 Personen am Boden starben. |
| 80   | 28. Juli 2010      | Airblue-Flug 202                              | 152          | Ein Airbus A321-231 verunglückte beim Landeanflug. Die Maschine wurde bei dichtem Nebel und heftigem Monsunregen in die Margalla Hills geflogen, wobei alle 152 Insassen ums Leben kamen. Es handelt sich um den bisher schwersten Flugunfall in Pakistan, und um den ersten Unfall eines Airbus A321 mit Todesopfern. |
| 80   | 30. Juni 2009      | Yemenia-Flug 626                              | 152          | Ein Airbus A310-300 stürzte aufgrund eines Strömungsabriss während des Landeanfluges mit 142 Passagieren und 11 Besatzungsmitgliedern rund 15 Kilometer vor der Hauptinsel Grande Comore in den Indischen Ozean. |
| 82   | 24. März 2015      | Germanwings-Flug 9525                         | 150          | Das Flugzeug wurde vom Kopiloten Andreas Lubitz vorsätzlich gegen einen Berghang geflogen. Alle Insassen des Airbus A320 starben. |
| 82   | 3. September 1989  | Cubana-Flug 9646                              | 150          | Eine Iljuschin Il-62M verunglückte kurz nach dem Start in Havanna. Das Flugzeug wurde in einer Höhe von 56 Meter vom Downburst erfasst und nach unten gedrückt, wodurch es auf den Boden aufschlug und in Flammen aufging. Es zerbrach in mehrere Trümmerteile, die ein Wohngebiet trafen. Alle 126 Insassen sowie 24 Menschen am Boden kamen beim schwersten Flugunfall in Kuba ums Leben. |